# Knife Edge - In punta di lama
Knife Edge - In punta di lama (Knife Edge) è un film del 2009 diretto da Anthony Hickox.
Il film è di genere drammatico e horror e vede come protagonista l'attrice britannica Natalie Press nel ruolo di Emma.

## Trama
La giovane agente inglese Emma, da qualche anno al lavoro a Wall Street (New York), riesce ad avere successo in un grande investimento che va infatti a buon fine, dopo questo enorme progresso decide di lasciarsi alle spalle tutti gli affari per tornare nella sua nazione natale a vivere con suo marito francese Henri e suo figlio Thomas in una lussuosa e grande casa che ha comprato lo stesso Henri anni prima. Emma è del tutto felice di vedere l'arredamento e subito dopo arrivano molti parenti e amici suoi, compresa anche la sorella Flora, a festeggiare il suo ritorno, tra questi c'è anche il maggiordomo americano Charles Pollock che ha accompagnato la famiglia Connaught alla casa ma che ha dei comportamenti piuttosto sospetti alla vista di Henri che comunque lo lascia parlare con lui ed Emma. Nel frattempo il piccolo Thomas ha trovato una cantina e qui incontra una bambola di pezza danneggiata alla cui vista non si spaventa e anzi gioca con lei, e quando incontra Emma e la sorella Flora dice loro che gliel'ha data un certo Tobia.
La vita alla nuova casa però non è del tutto idonea, per prima cosa perché Henri essa l'ha comprata solo utilizzando tutti i soldi di cui disponeva e che gli erano stati lasciati dall'amico Andrew (che si rivela essere anche il fratello minore di Emma e Flora), che un tempo era anche spacciatore di droga, e inoltre perché in diversi giorni Emma inizia ad avere delle strane visioni, che ritraggono una persona che usa un coltello e le sue vittime dissanguate, esse inoltre la portano una sera davanti a un vecchio albero che la impressiona. Nonostante ciò arriva alla casa anche Marjorie, un'anziana signora che si offre di essere la tata per Thomas e l'assistente di Emma che l'accoglie a braccia aperte. Intanto Henri, nel tentativo di prendere nel più breve tempo possibile i soldi perduti (che gli servono anche per il fatto di avere molti debiti in sospeso da pagare), lavora duramente, ma così facendo trascura sempre di più la sua famiglia che va peggiorando in quanto Emma ha sempre più visioni oscure e per causa di questo non dorme bene le notti.
Una sera, quando torna a casa più presto del solito, Henri trova Emma, oltre che con Thomas e Marjorie, anche con Charles che scopre che è da un po' che continua a venire lì; da questa scoperta segue un litigio tra Emma e Henri che però si riappacificano quando ella dice al marito che l'ha assunto solo per aiutarla quando ha le brutte visioni, e allora Henri accetta ma prima di tornare a letto con Emma nota uno strano e gigantesco anello dorato sul mignolo della mano sinistra di Charles. Nonostante la presenza della tata e del maggiordomo, Emma ha sempre più visioni e peggiorano ogni notte, così decide di prendersi dei sonniferi che inizialmente la aiutano ma col passare del tempo non fanno altro che peggiorare la sua situazione; difatti, una notte viene ritrovata svenuta vicino allo stesso albero vecchio da Henri che la riporta subito dentro casa in braccio, Emma infatti aveva avuto un'altra visione a quell'albero e si sognava di essere inghiottita da esso e finire in una pozzanghera del sangue delle vittime che uccideva lo stesso assassino col coltello che vedeva già le prime volte.
Un giorno Emma, che inizia ad essere insospettita per questa visioni continue, decide di andare in tribunale con Henri, Flora, Andrew e Charles per scoprire tutta la verità. Sia il giudice che i parenti della donna scoprono che nei sonniferi che ella prendeva erano state aggiunte delle sostanze allucinogene che le fecero appunto avere queste visioni. Convinti tutti che sia stato Henri a mettere queste sostanze nei sonniferi di Emma, il francese viene rimproverato e allontanato da tutta la famiglia della moglie che se ne torna a casa con la sorella e il maggiordomo tra le lacrime. Tuttavia Henri, che già sapeva di non essere stato lui a fare quell'atto crudele, nota che Andrew fa delle gesta da "ottimo lavoro" vicino a Charles e si mette in preda alla collera a inseguirlo. Dopo aver acciuffato il sospettato, il fratello di Emma racconta la vera vicenda a Henri: il vero responsabile degli allucinogeni di Emma è in realtà Charles che aveva pagato il fratello stesso in questo suo piano per permettergli di avere l'eredità che i genitori suoi, di Emma e di Flora non avevano lasciato a lui. Terminato il racconto, Henri guarda su internet diverse immagini dell'assassino col coltello che agiva nella casa dove abita insieme ad Emma (quello di cui Emma stessa aveva le visioni), e scopre che esso aveva al mignolo della mano sinistra un anello dorato tale e quale a quello di Charles.
Avendo scoperto che è il maggiordomo la causa di tutte le disgrazie capitate a lui e ad Emma, Henri cerca di raggiungere il prima possibile la casa per salvare la moglie. Emma nel frattempo si dirige al vecchio albero dopo aver ricevuto un'altra visione e, scavando nelle radici di esso, trova un coltello affilato proprio come quello che sognava nelle visioni; rientra così dentro casa per chiamare aiuto ma viene sorpresa da Charles che subito le rivela di essere lui la causa delle sue visioni e degli assassinii che vedeva, rivela anche che quelli erano i suoi parenti che ha ucciso per potersi permettere di vivere per sempre in quella casa e usare i soldi dei parenti deceduti stessi per arricchirsi. Dopo il discorso, Charles sta per accoltellare Emma ma accorre in suo aiuto Marjorie che le rivela ancor più cose che Charles nascondeva alla famiglia ma proprio in questo momento viene accoltellata lei. Emma riesce a fuggire in tutti i modi da Charles quando, arrivata fuori dalla casa in mezzo al cortile, vede arrivare una macchina verso di lei: alla guida vi è Henri, arrivato appena in tempo alla casa, che travolge con la macchina stessa Charles che cade a terra privo di sensi; in quest'atmosfera Emma abbraccia in lacrime Henri e il francese l'abbraccia a sua volta; all'improvviso però rinviene Charles che accoltella alle spalle Henri e quindi tenta di strangolare Emma che però riesce, con la forza della disperazione, a togliere il coltello dalla schiena di Henri e, con lo stesso coltello, subito dopo colpisce a morte Charles.
Nonostante la ferita, Henri sopravvive ed Emma riabbraccia l'amato figlio Thomas.